# Vševily
Vševily (en allemand : Schewil) est une commune du district de Příbram, dans la région de Bohême-Centrale, en République tchèque. Sa population s'élevait à 136 habitants en 2020.

## Géographie
Vševily se trouve à 4,5 km au nord-ouest de Rožmitál pod Třemšínem, à 17 km au sud-ouest de Příbram et à 70 km au sud-ouest de Prague.
La commune est limitée par Rožmitál pod Třemšínem et Bezděkov pod Třemšínem au nord, par Hlubyně à l'est, par Volenice au sud et par Hvožďany à l'ouest.

## Histoire
La première mention écrite de la localité date de 1349.

## Transports
Par la route, Vševily se trouve à 4,7 km de Rožmitál pod Třemšínem, à 20 km de Příbram et à 79 km de Prague.